# Cerro Cinco Puntos
El cerro Cinco Puntos es una montaña que forma parte de la cordillera Azul en el parque nacional homónimo. Se encuentran dentro del departamento de Loreto, al noreste del Perú.

## Descripción
Cinco Puntos se encuentra en el distrito de Pampa Hermosa, en la provincia de Ucayali, al sur del departamento de Loreto. Su territorio es uno de los más elevados de la cordillera Azul.
Cinco Puntos a su vez funciona como un indicador de la salud medioambiental en que se encuentra el Parque nacional Cordillera Azul, por ser el hogar de una diversidad de flora y fauna particular. Además de sus faldas nace el  río Cushabatay. La montaña suele ser visitada por turistas provenientes de Tarapoto.
En el cerro es un hábitat natural del Capito wallacei, una especie de ave descubierta en ciertos sectores de la cordillera Azul.